# Моран (Франция)
Моран (на френски: Maurens) е село в югозападна Франция, част от департамента Дордон на регион Нова Аквитания. Населението му е около 1 000 души (2013).
Разположено е на 112 метра надморска височина в Аквитанската равнина, на 9 километра северно от центъра на Бержерак и на 85 километра източно от Бордо.

## Известни личности
Починали в Моран
- Жорж Маршал (1920 – 1997), актьор